# Mohammad Mojtahed Shabestari
Mohammad Mojtahed Shabestari (persan : محمد مجتهد شبستری) est un théologien chiite et philosophe iranien né à Shabestar en 1936. D'abord partisan de la Révolution islamique de 1979, il en est devenu l'un des principaux détracteurs, et l'une des figures du mouvement des nouveaux penseurs de l'islam en Iran.

## Biographie
Shabestari est né en 1936 à Shabestar, près de Tabriz, dans la province de l'Azerbaïdjan oriental,. Après une scolarité à Tabriz, il suit des études au séminaire chiite de Qom pendant dix-huit ans, de 1950 à 1968,. Il y a pour professeurs Rouhollah Khomeiny, Hossein Ali Montazeri et Muhammad Husayn Tabataba'i. Il dit de ce dernier : « La seule personne qui m'ait fasciné dans toute ma vie était Tabataba'i. » Shariatmadari, qui souligne la nécessaire conformité de toute lecture du Coran avec les exigences de la raison, et se démarque des enseignants de Qom par son intérêt pour les langues et la culture occidentales, laisse aussi son empreinte. Il obtient un doctorat en philosophie. Il côtoie des penseurs politiques, comme Bazargan et Shariati. Il est inspiré par la pensée d'al-Afghani. Il publie des articles dans la revue chiite Makatab islam. Il se marie en 1959. son épouse lui donne quatre enfants. 
En 1969, il est nommé recteur de la mosquée de Hambourg où il élit domicile pendant neuf années. Il apprend la langue allemande et se familiarise avec les philosophes européens et les théologiens protestants. Il découvre l'herméneutique biblique. 
Il revient en Iran peu avant la révolution de 1979. Il est élu député de Shabestar à la première Assemblée. Il regrette que la nouvelle Constitution accorde le monopole du pouvoir au clergé chiite. Dans les années qui suivent la Révolution, il publie une revue, dont paraissent quinze numéros, Andische-ye eslami. L'éditorial du premier numéro en indique la tonalité : « créer une tribune publique pour la confrontation des idées et des croyances diverses de tous les partisans de la Révolution. » Si la tendance libérale de la revue attire les penseurs musulmans modérés, Shabestari est cependant encore proche d'idées traditionnelles : il co-publie un opuscule contre le droit de vote des femmes. Il se montre ouvert à l'égard de l'hétérodoxie, mais fait preuve de moins de tolérance envers l'idolâtrie. Son mandat de député lui donne l'occasion de rencontrer Khomeiny, mais aussi de découvrir leurs désaccords. Il est déçu par le manque de pluralisme et de liberté d'expression au Parlement,. Il ne se présente pas pour un nouveau mandat et accepte un poste pour enseigner à l'université de Téhéran à partir de 1981. Il se détourne dès lors de l'action politique et se consacre à la recherche. 
Il approfondit l'étude des théologiens protestants Paul Tillich et Karl Barth, et des philosophes, en particulier Gadamer, qu'il a découverts lors de son séjour en Allemagne. La question de l'herméneutique devient le point central de sa réflexion sur les relations entre islam et modernité. Il publie des articles dans la revue réformatrice Keyhan-e farhangi (« Le monde de la culture ») à laquelle participe aussi Abdolkarim Soroush,, puis pour Kiyan, magazine porte-parole du mouvement qu'on appelle en Iran les roushanfekran-e dini (fa) (que l'on traduit par « intellectuels religieux »). Il entretient des échanges avec son compatriote Hasan Yousefi Eshkevari (en) et avec l'Égyptien Nasr Hamid Abu Zayd. Il publie en 1996 Hermenutik, Ketab va Sunnat (« L'herméneutique, le livre et la tradition »), le premier livre en Iran qui fasse explicitement référence au concept d'herméneutique. En 1997 paraît Iman va Azadi (« Foi et liberté »).  
Sa pensée est bien accueillie par la jeunesse iranienne en quête d'une interprétation neuve de la religion. En raison de son statut de clerc, il peut se permettre d'exprimer des idées qui valent l'exil forcé à d'autres, comme Soroush. Mais il ne porte plus l'habit clérical ni le turban. Les partisans du conservateur Ahmanidejad le poussent cependant à la retraite forcée en 2005. En 2007 paraît A prophetic reading of the world, où il présente le Coran comme n'étant pas la Révélation elle-même, mais l'interprétation de la Révélation par Mahomet. Il continue de donner des conférences et anime des rencontres au centre Hoseynye Ershad à Téhéran. Son livre Naqd-e bonyādhā-ye fiqh va kalām (« Critique des fondements de la jurisprudence et de la théologie ») est publié sur son site Web. Il a un frère, Mohsen Mojtahed Shabestari, qui est resté fidèle aux idées de Khomeiny jusqu'à sa mort en 2021.  

## La pensée de Shabestari

### Herméneutique
Chez les penseurs de la révolution de 1979, le sujet humain est affirmé, mais il est toujours placé sous la dépendance de la divinité. L'affirmation de la position de l'homme comme sujet se trouve en concurrence avec celle de la souveraineté de Dieu. Shabestari tente d'atténuer la tension entre les deux pôles de cette relation. Sa conception de la relation entre l'homme et Dieu, vue comme dialogue entre deux sujets, se fonde sur son herméneutique qui définit l'interprétation comme une forme de dialogue.

#### La parole de Dieu
L'herméneutique de Shabestari accorde un rôle prépondérant au sujet. Puisque la modernité se caractérise par l'émergence du sujet individuel, l'effort de Shabestari pour concilier islam et modernité consiste à examiner la place du sujet dans la compréhension des Écritures. Il affirme le rôle actif du prophète de l'islam dans la Révélation. Mahomet ne se contente pas d'en être le récepteur passif. Il ne la reçoit pas telle quelle, mais participe à sa formulation. Le Coran n'est pas la parole même de Dieu. Si c'était  le cas, Dieu étant transcendant, c'est-à-dire absolument autre que ses créatures, sa parole nous serait incompréhensible. Or, le Coran est compréhensible de tous. Il est donc la traduction, par le prophète, de la parole de Dieu dans le langage des hommes. Shabestari redéfinit la notion de wahy, que l'on traduit habituellement par Révélation ou inspiration. Selon lui, le wahy n'est pas la Révélation elle-même, mais l'aptitude accordée par Dieu au Prophète d'exprimer la parole divine. Abu Zayd est conscient de cette difficulté d'une communication entre deux êtres de natures essentiellement différentes, l'un humain et l'autre divin. C'est pourquoi il a recours à l'idée d'un intermédiaire entre eux qui est, selon la tradition, Jibril (Gabriel). Pour lui, Shabestari n'a pas été attentif au fait que le Coran se présente expressément comme les mots mêmes prononcés par Dieu. Le débat entre les deux penseurs a été interrompu par la mort d'Abu Zayd.

#### L'acte d'interprétation
La Révélation doit être interprétée. « Tout ce qui a été formulé à l'intérieur d'un horizon historique déterminé requiert, pour être compris à l'intérieur d'un nouvel horizon historique, une forme de traduction de son contenu et une nouvelle formulation. » Il n'y a pas d'interprétation définitive. Chaque lecteur a une interprétation différente, parce qu'il aborde le texte avec son expérience, sa culture, et ses pré-conceptions. C'est inévitable, de sorte qu'une lecture objective n'est jamais possible. Aucune interprétation ne peut se prévaloir d'être seule légitime, c'est pourquoi la lecture qui domine en Iran, principalement juridique, est réductrice. L'interprétation du Coran est donc pensée comme un dialogue entre deux sujets. Le sujet humain, dans cette relation, n'est pas nié, puisque le message divin lui donne sens et justifie son existence. L'individu est reconnu comme sujet puisque la parole divine s'adresse à lui. Le dialogue est sans fin : le lecteur lit la Révélation à la lumière de ses propres représentations, qui se trouvent affectées par sa lecture. Ses conceptions vont donc évoluer, et lui permettre d'interpréter le texte sous un nouveau jour, et ainsi de suite. Shabestari recommande de faire appel aux sciences humaines modernes pour renouveler notre approche des textes religieux.
Shabestari développe l'idée, formulée par Tabataba'i, que le Coran renferme des vérités éternelles et immuables, et d'autres qui sont liées au contexte socio-historique et sont donc susceptibles d'adaptation. L'appel à la justice fait partie des éléments essentiels. En revanche, les prescriptions liées aux châtiments sont relatives au contexte de la Révélation et à l'interprétation par Mahomet des conditions socio-historiques qui valent dans le Hijaz au VIIe siècle, elles ne sont pas transposables en tout temps.
Cette théorie, qui fait de la relation de sujet à sujet le modèle, permet aussi à Shabestari de limiter les prétentions du sujet et d'éviter de tomber dans le piège de l'individualisme qui découle d'un subjectivisme sans limite.

### Foi et liberté
La liberté est indispensable à la foi. Celle-ci n'est pas conçue comme une grâce ou un décret divin, mais comme un choix, qui suppose le libre arbitre. L'acte de foi suppose la libération à l'égard du dogmatisme aussi bien que de l'imitation. La foi n'est pas quelque chose qui peut se commander : « L'essence de la foi sous la forme d'un choix conscient et libre n'est pas un phénomène qu'on puisse susciter par la suggestion ou la propagande. » La foi ne se réduit pas non plus à l'obéissance à des prescriptions, dimension à laquelle l'islam se trouve limité par une interprétation excessivement juridique. Shabestari valorise, aux dépens des aspects extérieurs, la dimension vécue de la foi, dont il a une conception quasi mystique.

#### Pour une démocratie spirituelle
Implication politique : la foi ne peut pas s'épanouir dans une société tyrannique. Par conséquent, la démocratie est le système politique qui convient le mieux. Non seulement islam et démocratie sont compatibles, mais la démocratie est le système qui convient le mieux à l'islam. Le Coran ne formule pas de préférence et n'indique pas de meilleur régime. Il ne détermine que des valeurs essentielles, tout particulièrement la justice. À l'appui de cette affirmation, Shabestari cite la lettre de 'Ali à Malik al-Achtar, qu'il a nommé gouverneur d'Égypte, et où il ne lui donne comme consigne que de gouverner avec justice. Un régime qui favorise la liberté de conscience est le plus indiqué. Le pluralisme doit être favorisé. Les opinions de penseurs athées comme Marx ne doivent pas être interdites : elles donnent l'occasion au croyant d'exercer un véritable choix et de mettre à l'épreuve sa croyance. Shabestari appelle de ses vœux une démocratie spirituelle, qui serait à la fois une alternative à la théocratie iranienne, mais aussi aux démocraties européennes. Il se donne comme modèle Muhammad Iqbal, père selon lui d'une véritable réforme religieuse, tandis qu'al-Afghani n'est selon lui qu'un réformiste politique.
Shabestari s'attaque au principe fondateur de la théocratie iranienne, le velayat-e faqih (le gouvernement confié aux spécialistes de la loi religieuse) par le bais d'une critique de la prépondérance de la dimension juridique de l'islam contemporain. Le fiqh (droit musulman, fondé sur les sources religieuses) a pris trop de place dans l'islam, aux dépens de la dimension spirituelle. Sa critique de l'islam légaliste qui domine en Iran est audacieuse et met en cause les fondements mêmes du fiqh. Non seulement le Coran ne donne pas de directive quant au meilleur régime politique, mais il n'a pas non plus valeur législative : ce n'est pas un livre de droit. Même les ayat-e ahkam, les versets réputés avoir valoir de prescription ou d'interdiction, ne se présentent jamais comme ayant une valeur permanente. Ils n'ont de valeur, selon Shabestari, que pour l'auditoire bien précis auquel ils sont adressés : les Arabes du Hijaz au VIIe siècle. Le danger, en donnant aux énoncés coraniques une valeur universelle, est de valider de simples traditions qui n'ont été acceptées par Mahomet que par compromis à l'égard du contexte de son époque. Pour réformer l'islam et lutter contre le fondamentalisme, le fiqh est insuffisant. C'est vers les droits humains qu'il faut se tourner. 
Shabestari exprime cependant des réserves à l'égard de la modernité occidentale. En affirmant le rôle du sujet, la modernité occidentale le conçoit dans une relation de sujet à objet et donc dans une posture de domination : le sujet domine la nature, les colonies, les autres. Le développement des sciences et des technologies s'est retourné contre l'humain en l'asservissant. Le progrès technologique a pour corollaire le consumérisme et la dépendance à l'égard de la technologie. En outre, en valorisant une attitude critique, le monde moderne a produit une humanité qui a perdu ses repères. Shabestari revendique ce que la modernité a produit de meilleur - le refus du dogmatisme, mais en évitant de tomber dans le relativisme. Les effets pervers de la modernité peuvent être atténués par la religion, qui fournit une nourriture spirituelle comme antidote. 

### Comparaison avec Soroush et Kadivar

#### Shabestari et Soroush
Les similitudes entre les idées de Soroush et Shabestari ne sont pas un hasard. Les deux hommes ont eu l'occasion d'échanger lorsqu'ils ont collaboré aux mêmes revues, et lorsqu'ils ont enseigné à l'université de Téhéran. Cependant, leur arrière-plan philosophique est différent : Soroush s'inspire de la philosophie analytique anglo-américaine et de l'épistémologie de Karl Popper tandis que Shabestari s'appuie davantage sur les philosophes existentialistes, l'herméneutique et les théologiens protestants. Tous deux ont en commun de distinguer, dans le message prophétique, ce qui a une valeur éternelle et doit être conservé dans n'importe quel contexte, de ce qui est lié aux circonstances historiques et doit être adapté. Ils défendent également le pluralisme et une forme de démocratie.
Alors que Shabestari reprend la conception des pré-révolutionnaires qui voient en l'homme le vice-régent de Dieu sur Terre, ce qui oblige à examiner la nature du sujet individuel pour l'affirmer sans qu'il soit absorbé par la transcendance divine, Soroush s'écarte des conceptions de la génération précédente, qui, en faisant de l'homme le représentant de Dieu, le pensent en termes théomorphiques.
Soroush, comme Shabestari, conçoit la foi comme un fait qui concerne l'individu. C'est pourquoi il en fait une affaire privée. Pour Shabestari, la religion ne détermine pas la forme du régime politique. Mais elle définit les valeurs générales, auxquelles le politique doit se conformer. Soroush nie tout lien entre institutions politiques et religieuses, qui doivent être séparées, la foi étant une affaire purement individuelle. Shabestari promeut une démocratie spirituelle : une démocratie séculière, mais fondée sur la valeur essentielle de l'islam - la justice. Non une démocratie islamique, mais une démocratie animée par les idéaux coraniques. La nuance entre les deux penseurs est subtile, puisque Soroush défend un sécularisme objectif (séparation des institutions) qui ne conduit pas selon lui à un sécularisme subjectif (la religion n'est pas écartée de la société).

#### Shabestari et Kadivar
Mohsen Kadivar partage avec Soroush et Shabestari un point de vue critique sur le gouvernement de l'Iran par les religieux. Il a en commun avec Shabestari l'idée d'un islam spirituel. Il défend également une démocratie qui repose sur un sécularisme objectif, tout en préservant l'identité culturelle de l'islam. Une différence avec Soroush et Shabestari consiste dans son arrière-plan intellectuel : il met en question les principes sur lesquels repose la théocratie de l'intérieur, sans s'appuyer sur la culture occidentale, mais sur les sources islamiques elles-mêmes. Tous deux distinguent des versets coraniques à valeur immuable, et d'autres dont la portée est temporelle. Mais Shabestari souligne la nature limitée du savoir religieux, qui fournit peu de préceptes valables en tout temps et en tout lieu, tandis que Kadivar met davantage l'accent sur son caractère multiple.

## Liens
- (fa) Site officiel
- Notices d'autorité :   - VIAF
  - ISNI
  - IdRef
  - LCCN
  - GND
  - Pays-Bas
  - Pologne
  - Tchéquie
  - WorldCat